# Scuttlers
(Alexander Devine, Scuttlers and Scuttling: Their Prevention and Cure. (Manchester, 1890))

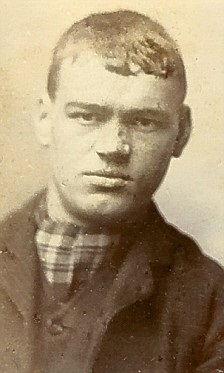
Scuttler arrestato nel 1890

Gli Scuttlers sono stati un'organizzazione criminale i cui membri erano prevalentemente giovani con età compresa tra i 14 e i 18 anni, formatasi a causa della precaria condizione sociale della classe operaia di Manchester, Salford e comuni circostanti (Inghilterra, Regno Unito).

## Storia
È possibile collocare l'origine di questa banda alla fine del XIX secolo, quando il comportamento da gangster era generalmente etichettato come "teppismo". Il commentatore sociale Alexander Devine ha attribuito la brutale cultura della banda alla mancanza di controllo dei genitori, alla mancanza di disciplina nelle scuole, alla "letteratura di base" e alla monotonia della vita nella periferia di Manchester.
Stando ai cenni storici, vennero formate bande criminali in tutti i bassifondi del centro di Manchester: Bradford, Gorton, Openshaw est e a Salford ovest. I conflitti tra bande scoppiarono a Manchester nella prima metà degli anni 1870 e andarono sporadicamente avanti per oltre 20 anni, diminuendo per numero di membri e influenza alla fine degli anni 1890.

## Abbigliamento
Gli Scuttlers differivano, a livello visivo, dagli altri gruppi criminali per il loro abbigliamento distintivo.
Indossavano divise di zoccoli appuntiti con punta in lega metallica (ottone in particolar modo), pantaloni a campana - che misuravano 14 pollici attorno al ginocchio e 21 attorno al piede - e sciarpe in seta; i loro capelli erano corti sul retro e sui lati - anche se crescevano delle frange (frange di asino) più lunghe sul lato sinistro del viso (che portavano i membri della banda ad utilizzare dei berretti inclinati verso sinistra per visualizzarle).
A loro volta, le ragazze adottavano uno stile estetico distintivo caratterizzato da una gonna a strisce verticali.

### Equipaggiamento

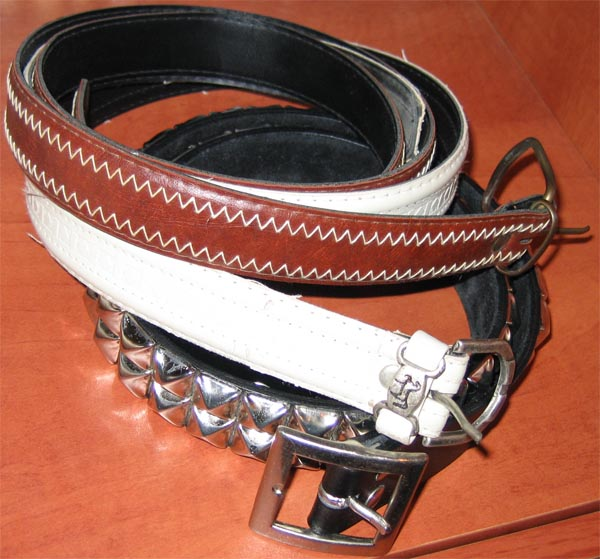
Le cinture di cuoio erano considerate come l'equipaggiamento più prezioso per gli Scuttlers

Gli Scuttlers combattevano con una varietà di armi, ma tutti erano equipaggiati con coltelli e indossavano pesanti cinture con fibbia (decorate con immagini di serpenti, scorpioni, cuori trafitti da frecce o nomi di donne); le cinture di cuoio erano spesse ed erano strettamente avvolte attorno al polso, in modo che la fibbia potesse essere usata per colpire gli avversari in caso di scontro ravvicinato - oltre a rappresentare il bene più prezioso per gli Scuttlers. L'uso di coltelli e cinture venne progettato per mutilare e sfigurare, piuttosto che per uccidere.

## Attività
Gli Scuttlers si dividevano in più gruppi a seconda della zona d'influenza.
Frequenti erano i combattimenti territoriali tra gli Scuttlers e le altre bande criminali inglesi, come si evince dai loro stessi nomi (come le Tigri del Bengala, provenienti da Bengala Street, ad Ancoats). La maggior parte delle bande ha preso il nome da un'arteria locale - come Holland Street, Miles Platting o Hope Street (Salford).
Alcuni degli scontri tra bande rivali hanno coinvolto un gran numero di membri. Il Gortdon Reporter affermò che, nel maggio del 1879, più di 500 persone furono coinvolte in dei violenti combattimenti di strada.
Le attività degli Scuttlers cessarono nel 1890 o nel 1891 e si diceva che, nel 1890, molti giovani furono trattenuti nella prigione di Manchester per affondamento più che per qualsiasi altro reato.

## Nella cultura di massa
Gli Scuttlers sono il soggetto del romanzo "The Gangs of Manchester", pubblicato il 26 settembre 2008.